# Classic Hall
Classic Hall é uma casa de eventos brasileira localizada na cidade de Olinda, no Grande Recife, estado de Pernambuco. Situa-se no limite entre Olinda e Recife, a poucos metros do Teatro Guararapes.
Inaugurada em 8 de agosto de 2001, é uma das maiores casas de shows da América Latina, com um palco de 1.000 metros quadrados, totalmente modulado, com paredes móveis, numa área total de 2,7 ha.
Em julho de 2004, a montadora automobilística Chevrolet adquiriu os direitos de nome (naming rights) da casa, rebatizando-a com o nome Chevrolet Hall. Em 2015, voltou a se chamar Classic Hall.

## Arquitetura
O Classic Hall foi projetado para contar com paredes móveis, com opções de modulação que permitem acomodar até 15 mil pessoas, em eventos de todos os tipos, como convenções, feiras, exposições, seminários e lançamentos de produtos.

## Showsinternacionais
| Ano  | Data             | Artista(s)                                 | Tour                                         |
| ---- | ---------------- | ------------------------------------------ | -------------------------------------------- |
| 2003 | 9 de maio        | Silverchair                                | Across The Night Tour                        |
| 2003 | 13 de setembro   | Deep Purple                                | Bananas World Tour                           |
| 2004 | 24 de outubro    | The Offspring                              | Splinter Tour                                |
| 2006 | 27 de setembro   | RBD                                        | Tour Generación                              |
| 2007 | 11 de agosto     | Scorpions                                  | Humanity World Tour                          |
| 2008 | 7 de setembro    | Scorpions                                  | Humanity World Tour                          |
| 2009 | 30 de janeiro    | Alanis Morissette                          | Flavors of Entanglement Tour                 |
| 2009 | 21 de março      | Simple Plan                                | Simple Plan Tour                             |
| 2009 | 24 de maio       | McFly                                      | Up Close... But This Time It's Personal Tour |
| 2009 | 31 de outubro    | Tony Bennett                               | Tour In Concert                              |
| 2010 | 18 de março      | A-ha                                       | Ending on a High Note Tour                   |
| 2010 | 16 de abril      | Simply Red                                 | Farewell – The Final Tour                    |
| 2010 | 22 de outubro    | The Cranberries                            | Reunion Tour                                 |
| 2011 | 18 de fevereiro  | Backstreet Boys                            | This Is Us Tour                              |
| 2011 | 19 de fevereiro  | Cyndi Lauper                               | Memphis Blues Tour                           |
| 2011 | 27 de março      | Seal                                       | Commitment Tour                              |
| 2011 | 20 de novembro   | Ringo Starr & His All Starr Band           | Eleventh All-Starr Band                      |
| 2012 | 18 de maio       | Roxette                                    | The Neverending World Tour                   |
| 2012 | 12 de setembro   | Alanis Morissette                          | Guardian Angel Tour                          |
| 2012 | 11 de outubro    | Evanescence                                | Evanescence Tour                             |
| 2013 | 10 de março      | Elton John                                 | 40th Anniversary of the Rocket Man           |
| 2013 | 13 de abril      | Fireflight                                 | Brazil Tour                                  |
| 2014 | 15 de abril      | Guns N' Roses                              | Appetite for Democracy                       |
| 2014 | 10 de outubro    | Dream Theater                              | Along for the Ride                           |
| 2015 | 15 de março      | Joss Stone                                 | Total World Tour                             |
| 2015 | 6 de junho       | Backstreet Boys                            | In a World Like This Tour                    |
| 2015 | 8 de outubro     | A-ha                                       | Cast in Steel Tour                           |
| 2016 | 21 de outubro    | Aerosmith                                  | Rock 'N' Roll Rumble Tour                    |
| 2018 | 25 de agosto     | Laura Pausini                              | World Wide Tour 2018                         |
| 2019 | 1 de junho       | Slash ft. Myles Kennedy & The Conspirators | Living the Dream Tour                        |
| 2020 | 5 de março       | Maroon 5                                   | Red Pill Blues Tour                          |
| 2022 | 26 e 27 de março | Now United                                 | Wave Your Flag World Tour                    |
| 2022 | 13 de julho      | A-ha                                       | Hunting High and Low Tour                    |

## Galeria

Campus Party Recife 2012
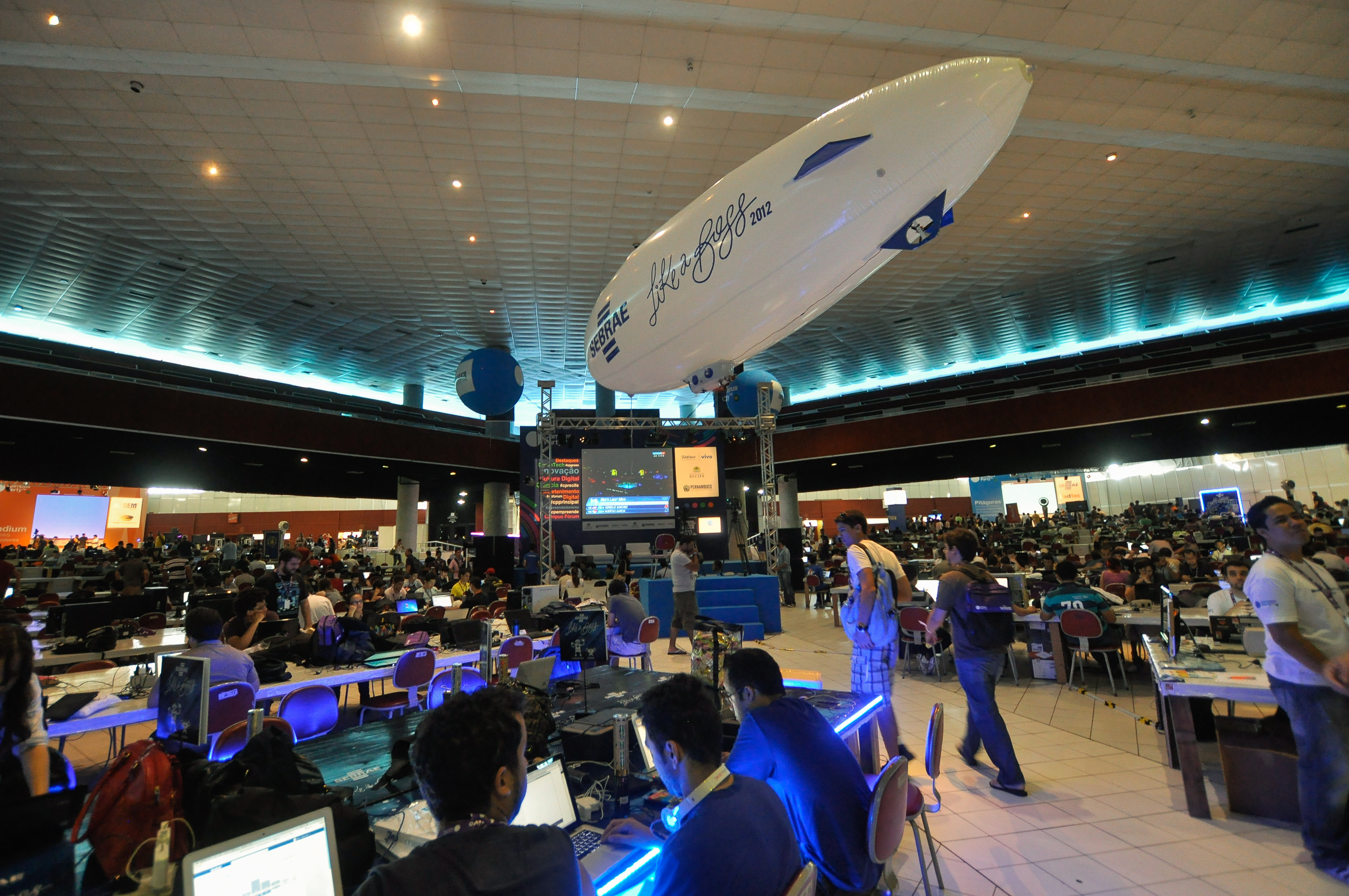
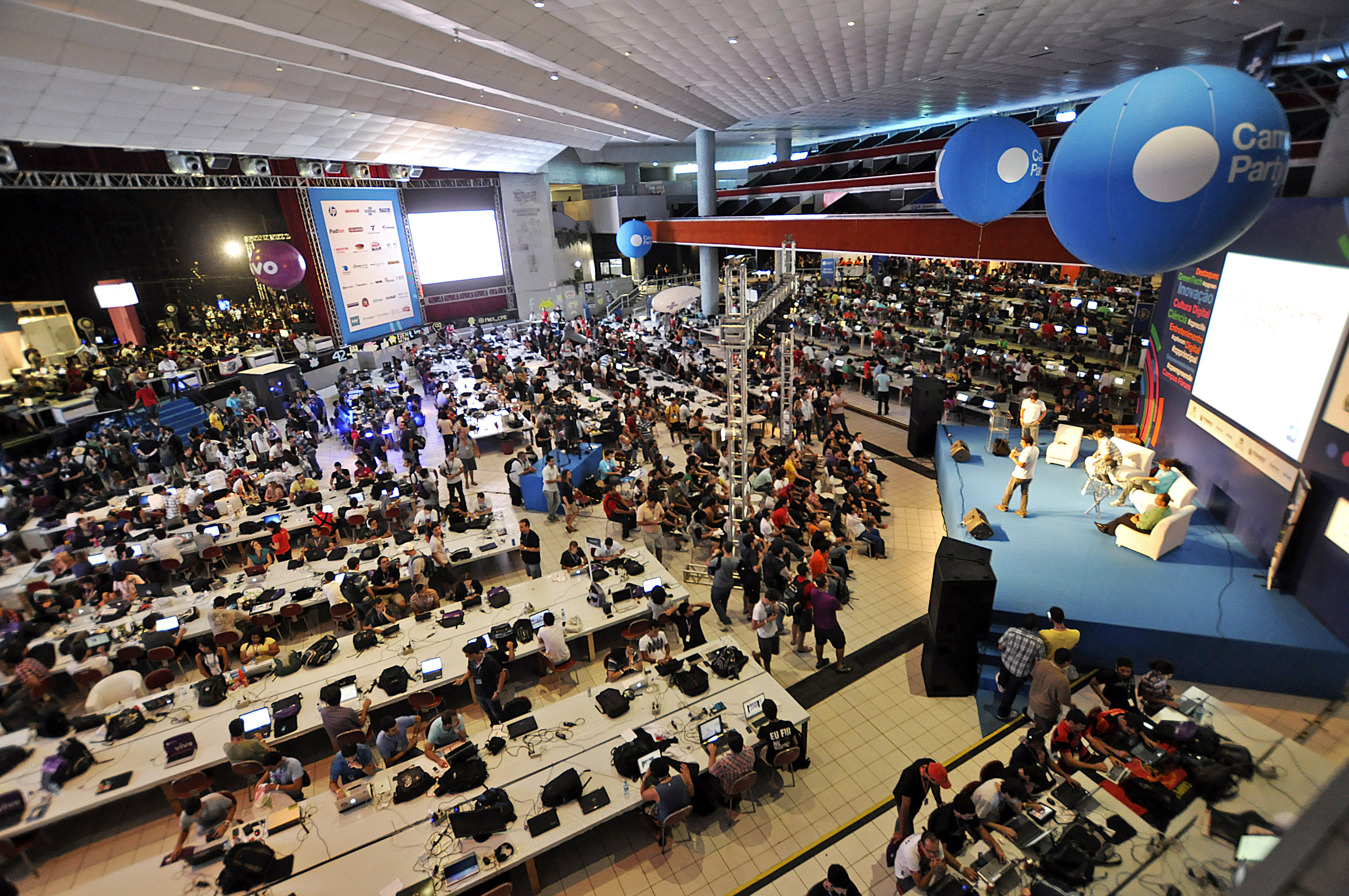
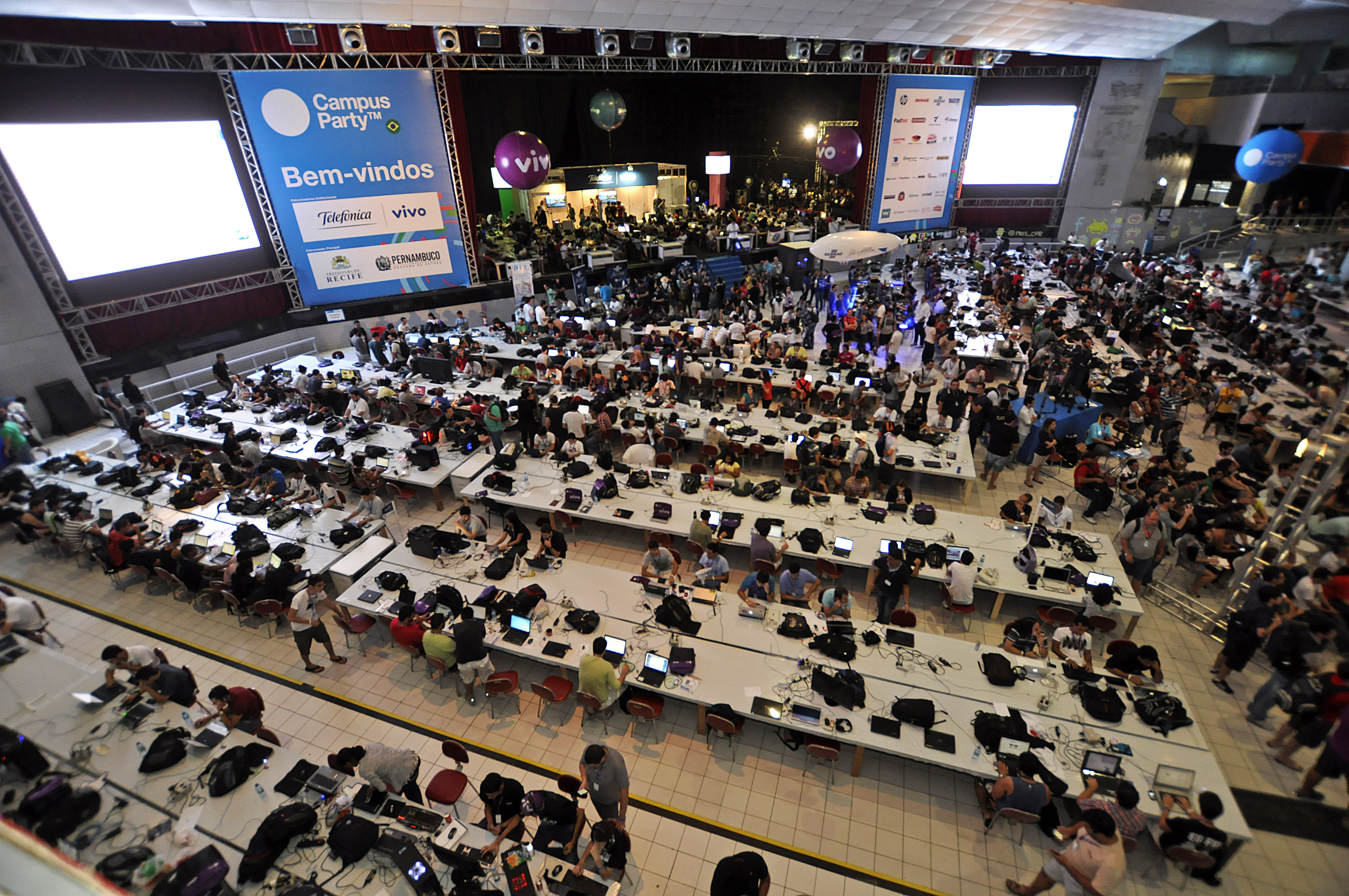